# Literatura medieval

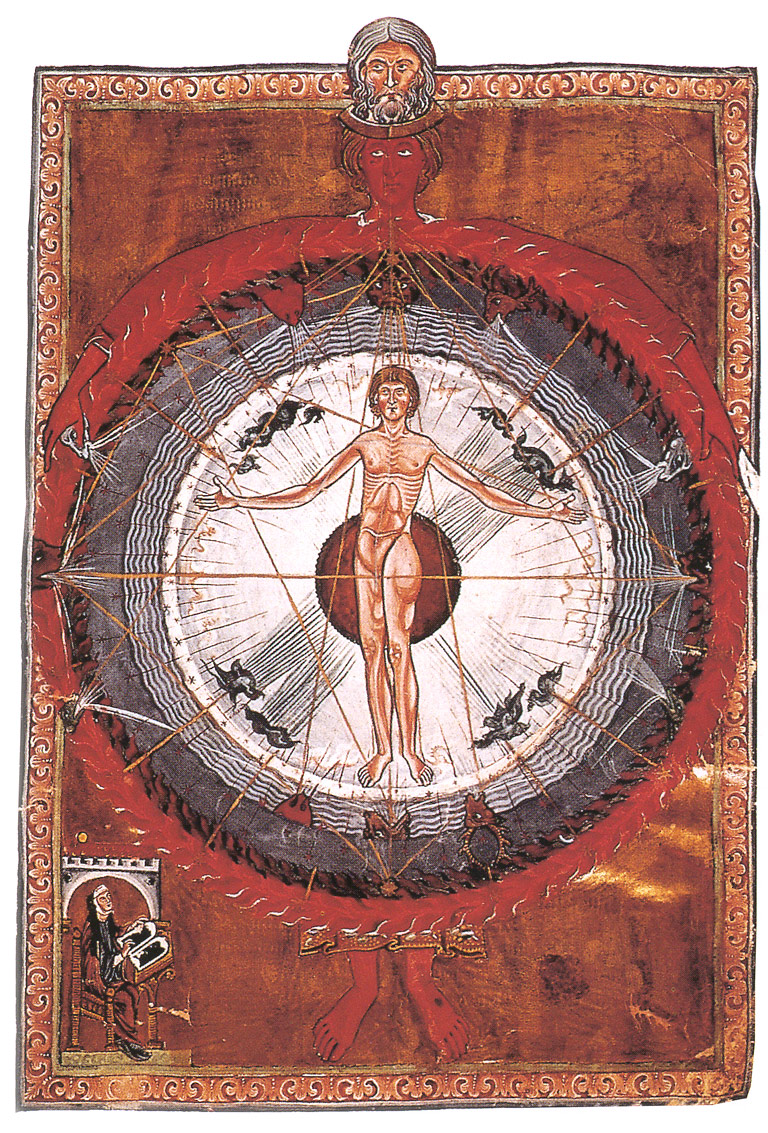
El llibre de les divines obres, de Hildegard von Bingen

La literatura medieval és un ampli període literari que inclou totes les obres literàries escrites a Europa i arreu durant l'edat mitjana. Abraça aproximadament el miler d'anys que van de la caiguda de l'Imperi Romà l'any 476 fins a l'inici del Renaixement italià (a finals del segle xiv). La literatura d'aquesta època es compon de textos religiosos i laics. Igualment com en la literatura moderna, ofereix un ampli camp d'estudi, en un espectre que va del sagrat més seriós al profà més exuberant, i tot el que queda entremig. Atesa aquesta amplitud de temps i espai en l'objecte d'estudi, normalment no resulta fàcil parlar de literatura medieval en termes generals sense caure en simplificacions exagerades i, per aquest motiu, se sol caracteritzar pel lloc d'origen, per la llengua o pel gènere.
La literatura de l'edat mitjana és, en primer lloc, la de l'elit feudal i en reflecteix els ideals: pietat, fidelitat i valor. En aquell temps, el sistema feudal estructura la societat i això es veu en la literatura: abunden les escenes de guerres, la fe cristiana hi és omnipresent. Tanmateix, a partir de finals del segle xii, els burgesos aconsegueixen, gràcies a l'impuls de la manufactura, privilegis econòmics i jurídics que poden competir amb els poders senyorials. Aleshores apareixen noves formes, més satíriques o més líriques, com la poesia dels segles xiv i xv, hereva de la poesia cortès.
La majoria d'autors d'aquest període resten desconeguts. L'anonimat no es deu només a la manca de documents disponibles, també es deu al concepte del paper de l'autor, totalment diferent de la noció d'avui dia (hereva del romanticisme). Els autors medievals fan referència contínuament a la literatura antiga i als Pares de l'Església, i mostren una tendència a donar forma o embellir històries conegudes, més que no pas a inventar-ne de noves. Fins i tot quan n'inventen, solen adjudicar l'obra a tercers il·lustres o imaginaris. Així és que es desconeix el nom dels autors d'obres cabdals de l'edat mitjana. El nom de l'autor només comença a interessar a partir del segle xii.
Al segle xiii comença un afany notable per la lectura, la que podem anomenar "burgesa", constituïda per jutges, notaris o clergues, i fins i tot artesans, comptables o mercaders. Alguns d'aquests llibres són copiats pels mateixos usuaris en escriptura cursiva. També hem d'afegir les pastorals dels ordes mendicants (franciscans, dominicans, etc.) que divulguen el llibre de devoció privada: les pregàries o les vides de sants. La lectura, doncs, es converteix en un fet privat.
Una característica generalitzada en tota l'edat mitjana és l'al·lusió constant a l'auctoritas. "Quan l'autor escriu, recorda i reprèn allò que un altre ha dit abans, per tant, els medievals fan servir molt la citació, una tècnica d'argumentació, però, a la vegada també és un estadi de textualitat, ja que s'incorpora al relat una altra veu".
Majoritàriament, els textos conservats queden lluny de la versió original de l'obra, ja que es tracta o bé de la transcripció dels texts declamats o cantats, o bé de la còpia de textos ja transcrits. En el transcurs de la difusió oral d'una obra, la "fidelitat" a l'autor, sovint anònim, esdevé aleatòria. D'altra banda, els copistes dels monestirs es permeten modificacions allà on els sembla pertinent. Un cop creats, els textos romanen oberts: cada nou contista o copista n'esdevé coautor en modificar-lo segons el seu propi gust o les modes de l'època.
La literatura medieval gaudia de mala reputació en els segles xvi i xvii. En el Renaixement, per exemple, era vista com a "tenebrosa", "obscurantista", "bàrbara", etc. En el segle xix, els romàntics la redescobreixen i n'aprecien el valor. Avui dia continua llegint-se i interpretant-se. Els mites que va crear aquesta literatura continuen funcionant com a font d'inspiració (per exemple el de Tristany i Isolda, fundador de la concepció de l'amor occidental).

## Introducció
Es denomina literatura medieval a tots aquells treballs escrits principalment a Europa durant l'edat mitjana, és a dir, aproximadament durant els mil anys transcorreguts des de la caiguda de l'Imperi Romà d'Occident, fins als inicis del Renaixement a la fi del segle xv. La literatura d'aquest temps estava composta bàsicament d'escrits religiosos, concepte ampli i complex, que abasta des dels escrits més sagrats fins als més profans. A causa de la gran amplitud espacial i temporal d'aquest període es fa difícil parlar de la literatura medieval en termes generals sense caure en simplificacions. Per això, és més adequat caracteritzar les obres literàries pel seu lloc d'origen, el seu llenguatge o el seu gènere.
Al segle xii, en un context decisiu dins el període medieval i històric, amb transformacions rellevants en tots els àmbits socials i econòmics, així com institucionals, jurídics i culturals. Fou un segle de progrés i benestar, de diversitat cultural multipolar i interaccional, però també de crisi, conflicte i tensió que la literatura sabé plasmar òptimament. Influenciant de la cultura fou el catarisme fins a la seva eliminació promoguda per la corona francesa i el papat, amb l'objectiu d'aturar una església paral·lela a l'oficial que estava resultant una força de summa importància en l'àmbit polític, cultural i literari de l'època en certs indrets europeus, assolint molta rellevància a Catalunya.

## Anonimat
Una gran quantitat d'obres pertanyents a la literatura medieval són anònimes. Això no és degut únicament a la falta de documents d'aquest període, sinó també al fet que el paper que jugaven els autors en aquella època difereix considerablement de la interpretació romàntica del terme en l'actualitat. Els autors medievals estaven sotmesos sovint als escriptors clàssics i als Pares de l'Església Catòlica, i tendien a reescriure històries, que havien sentit o llegit, de forma embellida, més que a crear històries noves. I fins i tot quan creaven una nova història no sol quedar clar qui era l'autor, ja que atribuïen certes idees a altres llibres d'altres autors. Això fa que el nom dels autors individuals sigui poc o gens important i per això, els grans treballs de l'època mai són atribuïts a una persona en concret.

## Literatura religiosa

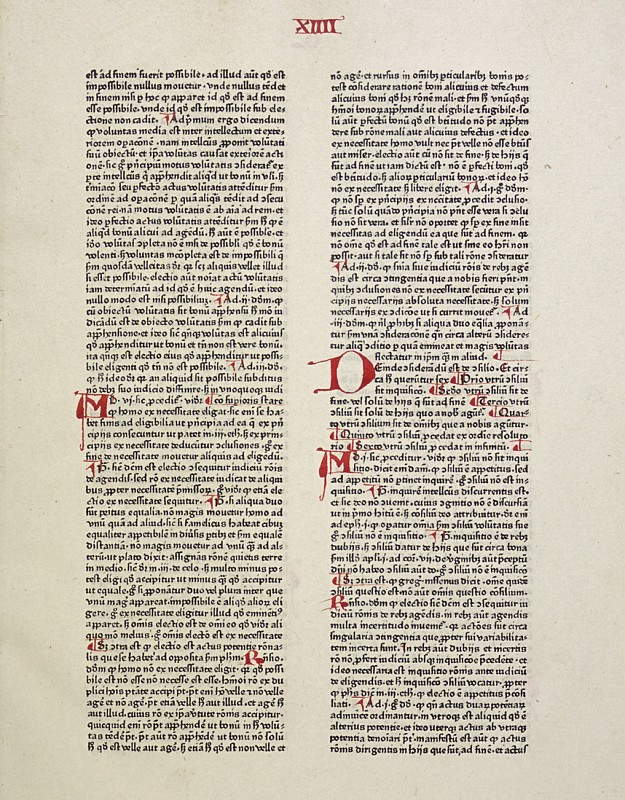
La Summa Theologiae de Sant Tomàs d'Aquino.

Els treballs relacionats amb la teologia van ser el tipus de literatura dominant al llarg de l'edat mitjana; el clergat catòlic era el centre intel·lectual de la societat en aquesta època, raó per la qual la seva producció literària va ser, amb diferència, la més productiva.
Nombrosos himnes d'aquesta època han sobreviscut al pas del temps, tant litúrgics com paralitúrgics. La litúrgia en si mateixa no estava establerta i nombrosos missals competien i al·legaven concepcions individuals de la missa. Certs estudiosos religiosos com Anselm de Canterbury, Sant Tomàs d'Aquino i Pierre Abélard van escriure llargs tractats sobre teologia i filosofia, tractant de reconciliar els ensenyaments dels autors grecs i pagans romans amb les doctrines de l'Església Catòlica. Les hagiografies, o les vides dels Sants, també van ser escrites principalment durant aquest període, a manera d'estímul per al devot i d'advertiment per a la resta.

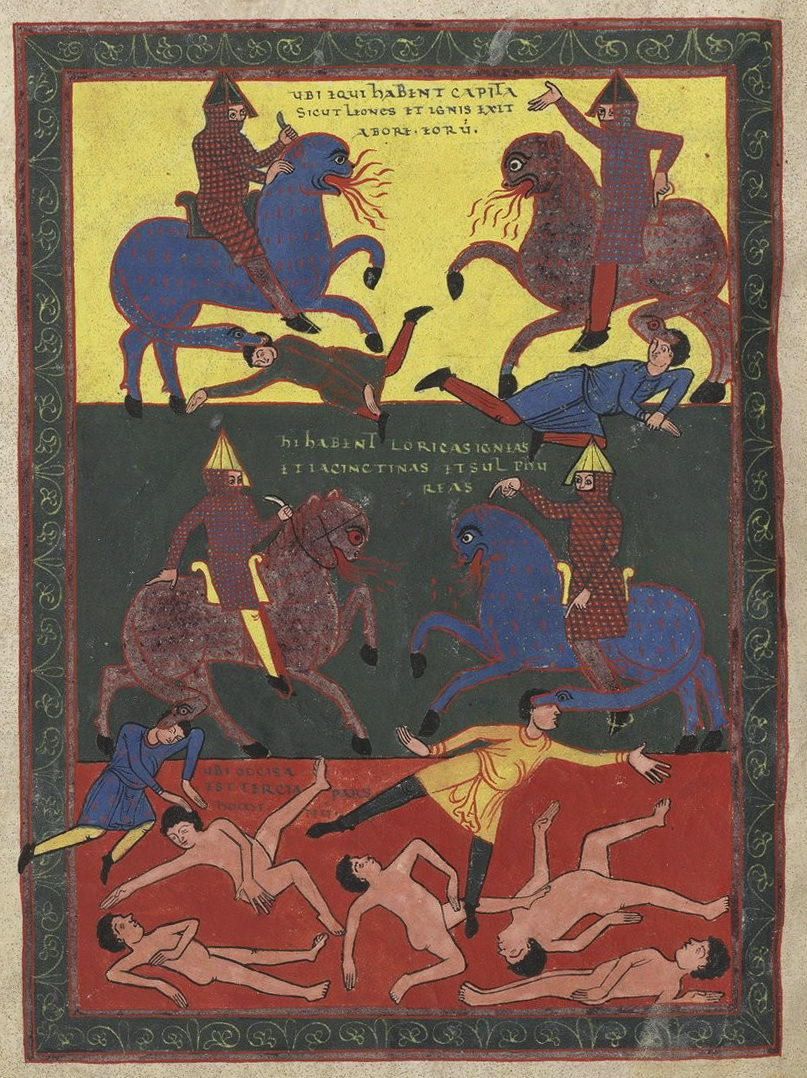
Els cavalls amb cap de lleó, Apocalipsi de Saint-Sever.

La Llegenda àuria de  Jaume de Voràgine va aconseguir tal popularitat que, en el seu temps, va ser probablement llegit més sovint que la Bíblia. Sant Francesc d'Assís va ser un altre prolífic poeta i els seguidors de la seva ordre, els franciscans, solien escriure poemes com una expressió de la seva pietat. Les obres Dies Irae (Dia de la Ira) i Stabat Mater (Estava la Mare) són probablement dues dels millors poemes llatins en matèria de religió. La poesia goliàrdica (estrofes de quatre línies de versos satírics) va ser una forma d'art utilitzada per alguns clergues per expressar el seu desacord en algun tema. L'únic escrit religiós àmpliament estès i no escrit per clergues van ser els jocs misteriosos: perdent amb el temps promulgacions simples del tableaux d'una escena bíblica sola, cada acte religiós es va convertir en l'expressió del seu poble dels esdeveniments crucials en la Bíblia. El text d'aquestes obres teatrals normalment era controlat per les confrarias locals, i les actuacions religioses eren dutes a terme regularment en dies festius determinats, sovint durant tot el dia i part de la nit.
Durant l'edat mitjana, la població jueva resident a Europa també va produir un cert nombre d'escriptors destacats. Maimònides, nascut en Còrdova (Espanya), i Rashi, nascut a Troyes (França), són dos dels més coneguts i que més influència van tenir d'entre els autors jueus.

## Literatura profana

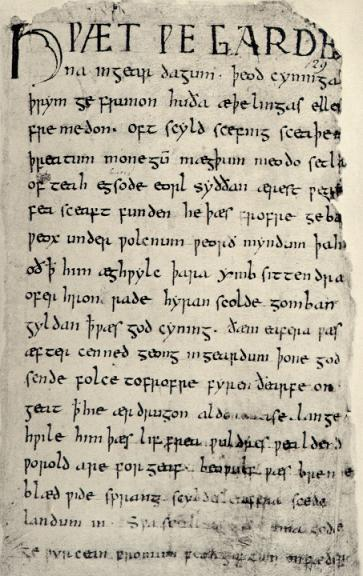
Primera pàgina del Beowulf.

La literatura laica en aquest període no va ser tan productiva com la literatura religiosa encara que gran part del material ha sobreviscut i posseïm avui una gran quantitat d'obres de l'època, crítica amb la corrupció del clergat.
El naixement d'un nou tipus de literatura en l'època medieval pot exemplificar-se en el canvi de sentit de la paraula “romanç” (en francès roman). Si al principi es va tractar de traduir a les llengües romàniques (mettre en roman) textos llatins tant clàssics (“matèria antiga”, o reescriptures de l'Eneida, d'Ovidi, Estaci i uns altres) com a hagiografies o cròniques històriques, en deixar de costat les fonts clàssiques i inspirar-se en tradicions orals, va sorgir l'expressió emprendre un roman, escriure, crear, un romanç. El nou sentit de la paraula com a substantiu indica la creació d'un nou gènere.
Les tradicions orals esmentades fan referència a l'anomenada matèria de Bretanya, sorgida d'un fons de mites reelaborats per la cultura normanda de parla francesa que s'estenia per França i les illes britàniques. Encara que el concepte d'historicitat era difús en aquesta època, i es considerava tan real a Èdip com a Carlemany, les històries dels antics reis bretones, juntament amb les llegendes que els envoltaven, no posseïen l'autoritat (autorictas) de la cultura clàssica o la història eclesiàstica, i per tant, els autors de l'època van poder apoderar-se d'aquesta matèria i reinterpretar-la més lliurement. És possible que la petita i mitja noblesa s'ensenyorís d'aquesta mitologia com a oposició a la cultura eclesiàstica oficial, identificada amb l'alta noblesa. Li serviria per desenvolupar els valors de la cavalleria, amb la qual s'identificava, i podria utilitzar-la més lliurement, en no tenir uns orígens fixats.
El tema de l'amor cortès va cobrar importància en el segle xi, especialment en les llengües romanç, principalment el francès, el castellà, l'occità, el gallec i el català, i en les llengües gregues, on els cantants ambulants — els trobadors — es guanyaven la vida amb les seves cançons. Els escrits dels trobadors solen anar associats a l'anhel no correspost, però no sempre és així, com es pot veure en la Alborada. En Alemanya, el Minnesänger va continuar la tradició dels trobadors.

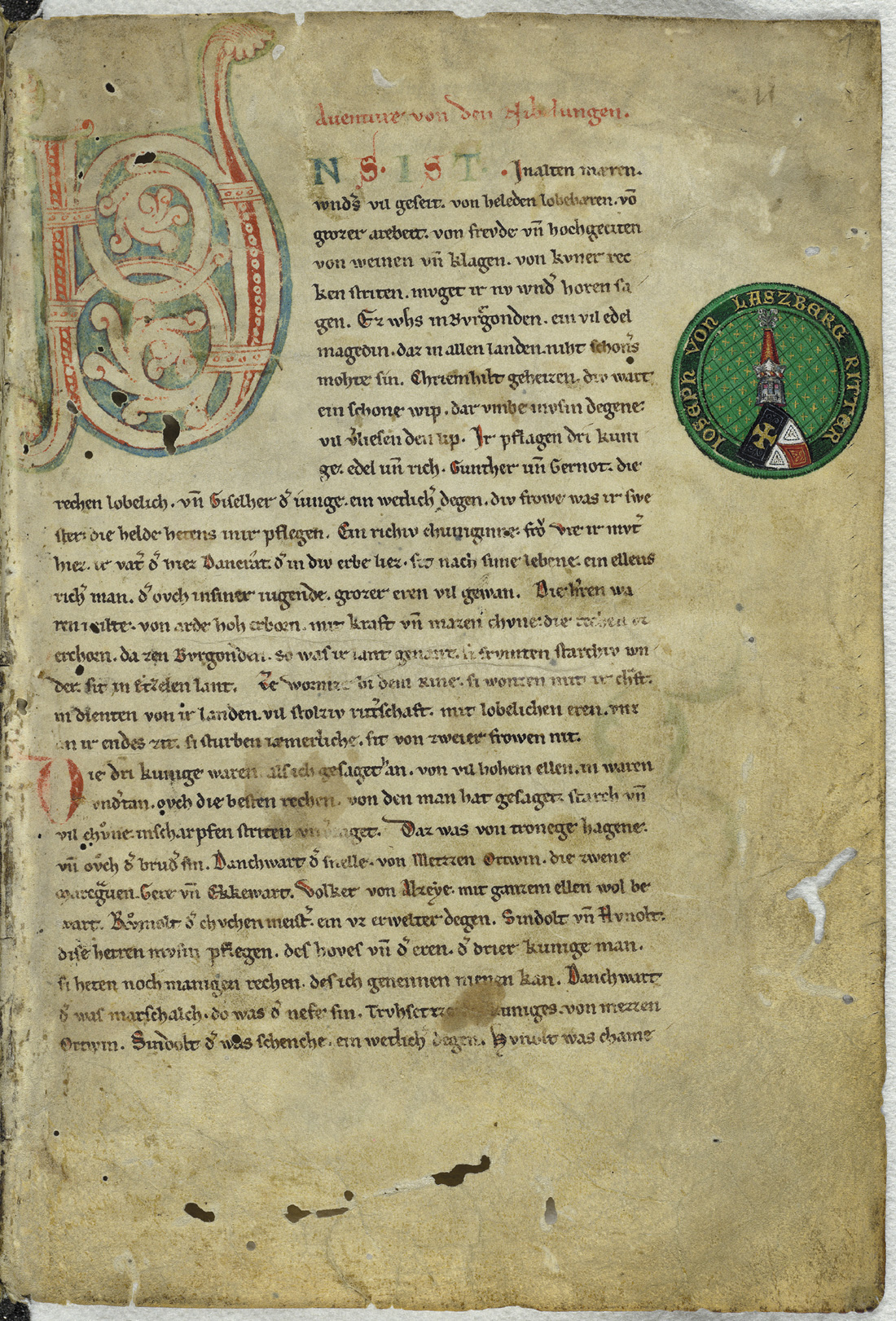
Manuscrit del Cant dels Nibelungs (v. 1220).

A més dels poemes èpics típics de la tradició anglo-germànica, com el Beowulf o el Cant dels Nibelungs, altres poemes èpics inclosos dins dels cants de gesta com el Cantar de Mio Cid, la Cançó de Rotllan i el Digenis Acritas, que tracten sobre la Matèria de França i les cançons acrítiques respectivament, i els enamoriscaments cortesos a la manera de la cortesia romanç, que tracten sobre la Matèria de Bretanya i la Matèria de Roma, van aconseguir aconseguir una gran popularitat. El romanç cortès no es distingeix únicament dels cants de gesta pels temes tractats, sinó també per la seva èmfasi en l'amor i en el codi d'honor de la cavalleria, en lloc de centrar-se en accions de guerra.
També es poden trobar en aquest període poesies polítiques, especialment a la fi de l'edat mitjana, escrites tant per clergues com per escriptors laics, que utilitzaven la forma del goliàrdic. La literatura de viatge també va ser molt popular en aquesta època, els escrits de la qual entretenien a la societat amb històries de fabuloses terres (si no embellides, moltes vegades falses) més enllà de les fronteres que la majoria de les persones mai havien creuat. cal destacar la importància dels pelegrinatges en aquesta època, especialment el de Santiago de Compostel·la, font de rondalles i històries influïdes per la prominència dels Contes de Canterbury de Geoffrey Chaucer.

## Literatura escrita per dones

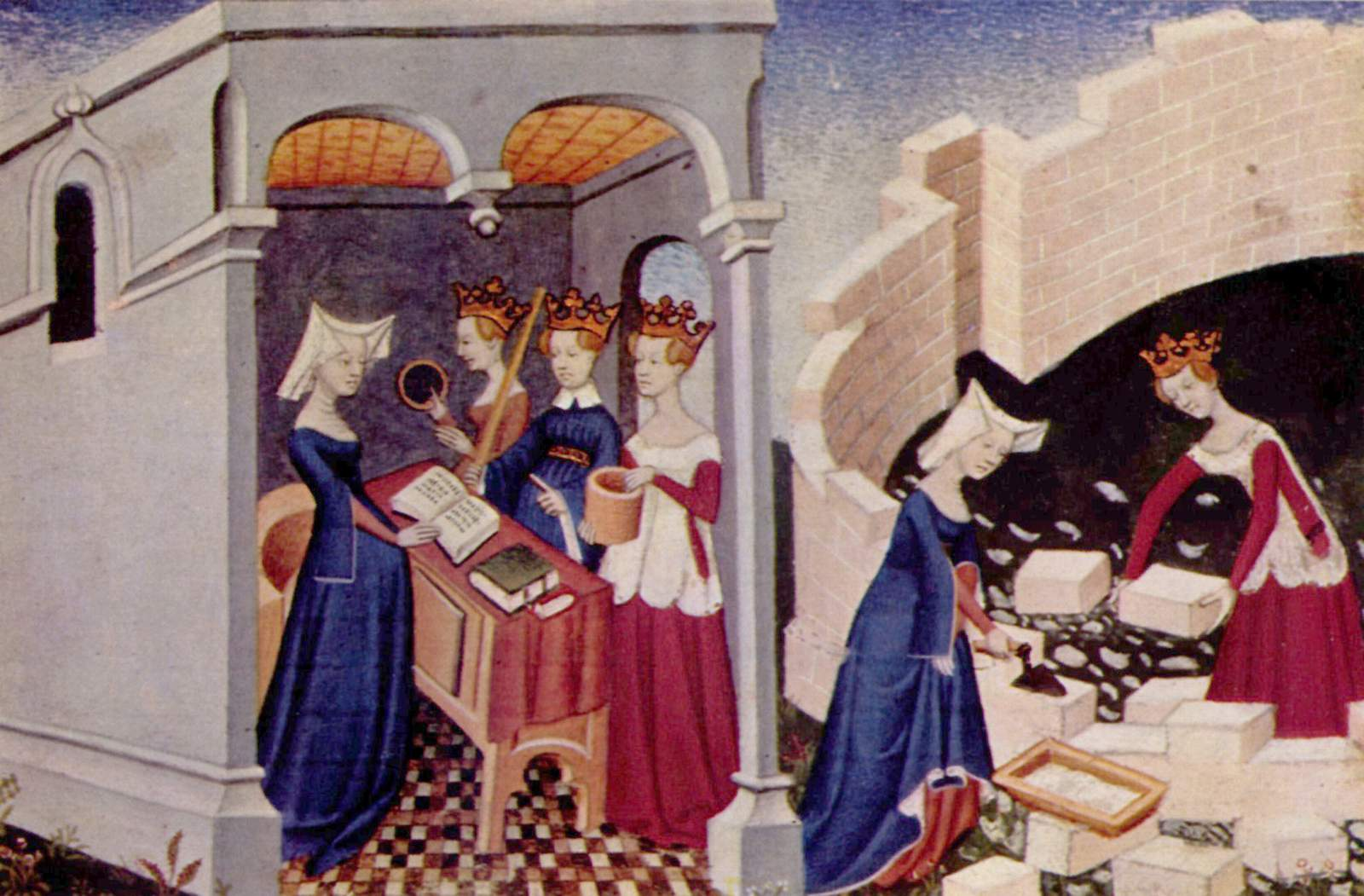
Miniatura de La Ciutat de les dames de Christine de Pisan.

Encara que les dones en el període medieval no es trobessin en igualtat de condicions amb els homes (de fet, abundaven els fullets misògins, encara que moltes sectes, com els càtars, oferien drets i un estatus major a la dona), algunes dones van ser capaces d'utilitzar la seva habilitat amb la paraula escrita per guanyar renom. L'escriptura religiosa va ser l'opció més fàcil per a elles — les dones que eren posteriorment canonitzades com santes solien haver publicat les seves reflexions, les seves revelacions i les seves oracions. La major part dels coneixements actuals sobre les dones de l'edat mitjana han estat adquirits a través dels treballs duts a terme per monges com Clara d'Assís, Brígida de Suècia i Caterina de Siena.
No obstant això, les perspectives religioses de les dones van ser freqüentment titllades de poc ortodoxes pel poder establert, i les experiències místiques d'autores com Juliana de Norwich i Hildegarda de Bingen ens donen una visió d'una de les experiències medievals menys confortables per a les institucions que van governar Europa en aquesta època. Les dones també van escriure alguns textos influents entre els escrits laics — les reflexions en l'amor cortès i en la societat per Marie de France i Christine de Pisan continuen sent estudiades pels seus avançats punts de vista de la societat medieval.

## Gèneres més concrets
Dins la tradició en llengua vernacla destaca la literatura èpica, amb la cançó de gesta. Les cançons són llargues composicions al voltant d'un heroi, versificades i transmeses oralment per part dels joglars i trobadors, que adapten el text al gust local introduint referències conegudes pels oients. Al conjunt de lírica promoguda a través dels joglars i trobadors se la coneix amb el nom de mester de joglaria. Els protagonistes d'aquestes històries esdevindran en la majoria de casos herois nacionals, com per exemple El Cid a Espanya o Roland a França i protagonitzaran diverses aventures organitzades en sagues. Seran el model de les novel·les de cavalleries, més tardanes, com Tirant lo Blanc, ja pensades per a ser llegides i amb estructures narratives més definides.
Els cavallers destacaven no sols per les seves fites guerreres sinó també en les amatòries. La lírica lloa l'amor cortès en composicions fetes pels trobadors. El model per excel·lència és dels autors occitans, amb les seves corts del sud de França on els herois miren de conquerir una dama amb la bellesa dels seus versos i les seves maneres refinades.
La lírica popular és potser el gènere més ric, amb composicions breus de tota mena de temes: de partença de l'ésser estimat, de goig per una cita, de sàtira dels poderosos, de cant a la natura... La majoria es transmetien cantant i en una barreja de llengües segons la zona. En moltes cultures europees hi ha una lírica tradicional d'estil senzill, basada en les estructures rítmiques de la tornada i el paral·lelisme. En general són poemes breus molt emotius: la subjectivitat i l'emoció del jo que parla es manifesta a través d'exclamacions, interrogacions i diminutius. A vegades, la falta de referents donen un to misteriós i dramàtic als poemes.
La narrativa, com en el cas de l'èpica però aproximant la trama en un context real i en un espai i temps propi del joglar. La prosa culta estava escrita en llatí i tocava temes religiosos o científics. La seva funció didàctica i el respecte a la fe cristiana són els trets principals. Alguns d'aquests textos van donar peu a imitacions en les llengües pròpies de cada regió per poder ser llegides per la població. Destaquen els reculls de contes o exemplum, narracions amb finals moralitzants que s'ajuntaven amb un fil comú (model que se seguirà al Renaixement com es veu al Decameró de Giovanni Boccaccio, entre altres).

## Llengües

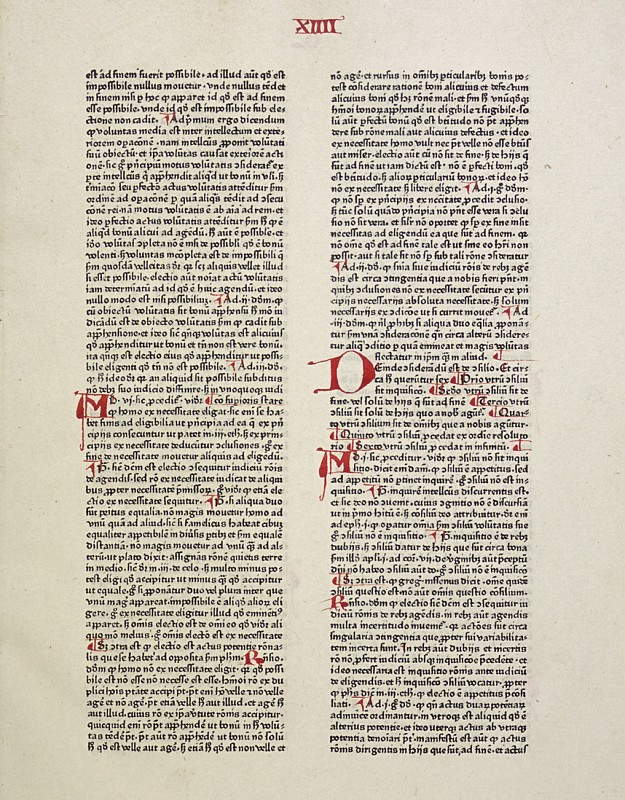
Summa teològica de Sant Tomàs d'Aquino

El llatí, la llengua de l'Església Catòlica que domina l'Europa Occidental i Central, i que representa pràcticament l'única font d'educació, és una llengua habitual dels textos medievals, fins i tot en regions que no van ser romanitzades. A Europa Oriental, la influència de l'Imperi Romà d'Orient i de l'Església Ortodoxa van fer del grec i de l'antic eslau les llengües dominants.
D'altra banda, el poble continuava utilitzant les respectives llengües vernacles respectives, en procés d'evolució. Es poden citar, com a exemples, La Chanson de Roland (francès antic), Beowulf (anglès antic), Lied des Nibelungen (alt alemany antic) o Digénis Akritas (grec medieval). Encara que aquestes epopeies es considerin, en general, obra d'un sol autor (sovint desconegut), es basen en relats nascuts de la tradició oral més antiga, com ara, les epopeies gregues arcaiques del cicle de Troia. D'aquesta manera sobreviuen les tradicions celtes en composicions medievals (per exemple, l'anomenat cicle artúric).
Si bé les llengües vernacles les empren sobretot les classes populars, en alguns casos, la noblesa alterna llengües locals i llatí. En l'àmbit de parla catalana, destaca el cas de Ramon Llull, autor d'una extensa obra en quatre llengües (àrab, llatí, català i occità; encara que només se'n conserven en català i llatí).

## Oralitat
Una de les característiques principals de la literatura medieval és la seva difusió oral. Aquest acte de transmissió oral de l'obra medieval és anomenat performance, per l'historiador i crític literari medievalista Paul Zumthor. La performance és l'acció vocal a través de la qual, els joglars i trobadors transmetien els texts poètics als seus destinataris. El caràcter oral d'aquesta literatura opera damunt del text, configurant-lo. La performance converteix una comunicació oral en objecte poètic, concedint-li la dimensió social que fa que se la identifiqui com a tal. La performance doncs, és un agent configurador de l'obra i inclou factors com ara les paraules, sonoritat, ritmes i elements visuals, però també el temps i lloc on es va dur a terme. En la performance es troben dos elements actius: una veu i un oient que, intencionalment, procura comprendre l'essència de l'oralitat artística i aprofundir en l'esperit i del creador de l'obra. Tota obra literària es constitueix mitjançant cinc operacions: la producció, la transmissió, la recepció, la conservació i la repetició. La performance uneix en un sol acte l'acció de transmissió i la recepció. És més, en el cas que l'obra sigui improvisada, també inclou l'acte de producció d'aquesta.

## De la transmissió oral a la transmissió escrita
En un inici, la transmissió de les obres literàries durant l'Edat Medieval esdevenia oralment. I és que abans del segle xi, l'escriptura estava reservada al clergat: eren ells els únics encarregats de llegir i escriure les obres que havien de ser transmeses. No podem dir que la resta de la societat fos analfabeta, però, per la majoria d'ells, l'escriptura era un mitjà desconegut. Per aquesta raó, la via oral era la més utilitzada fins llavors.
És entre els segles xi i xiii que va augmentar la taxa d'alfabetització entre aquelles persones que no formaven part de l'estament eclesiàstic. De manera proporcional, va augmentar el nombre de manuscrits en llatí vulgar, els quals – a diferència dels textos llatins – estaven farcits d'elements característics del llenguatge oral. A través de la lectura d'aquests manuscrits, podem veure com les diferències ortogràfiques entre les diferents varietats de llatí vulgar eren ja molt accentuades.
Un cop els escrivents van cal·ligrafiar i adaptar els textos per a la lectura, es van començar a llegir en públic. Segurament, els textos eren llegits, o bé solitàriament, o bé en grups reduïts. Cal dir que en aquests grups reduïts es va començar a introduir la figura de la dona noble, la qual, per primer cop, també podia participar en aquests cercles privilegiats de lectura. El fet que les persones encara es reunissin en grups a l'hora de llegir posa de manifest la tendència general, que encara hi havia, a prioritzar la veu per sobre del text. Aquest fet es deu, segurament, a tots els elements positius de la transmissió oral esmentats en l'apartat anterior: la sonoritat, el ritme i la intenció jugaven un rol molt important en la lectura.
Al segle xiii el procés de socialització de la lectura – és a dir aquest creixement exponencial de manuscrits, així com de lectors laics – es trobava en el seu moment més àlgid, sobretot al nord d'Itàlia (posteriorment als Països Baixos i algunes ciutats alemanyes). És en aquest període en què es pot començar a parlar de “lectura burgesa”: l'escriptura i la lectura ja no estaven reservades, únicament, als clergues; ara també hi participaven jutges, notaris, comptables i, fins i tot, artesans i mercaders. Els llibres eren sovint copiats pels mateixos lectors, per la qual cosa, el nombre de còpies seguia augmentant. La lectura va esdevenir, cada cop més, una activitat privada. A més a més, els ordes mendicants, com els franciscans i els dominicans, també van contribuir a incentivar la lectura privada, a través de la divulgació de pregàries particulars i obres hagiogràfiques, és a dir, obres relatives a les biografies dels sants.
Com hem esmentat en la introducció, en els textos medievals es feia sovint referència a l'auctoritas: l'acte de referir-se a autors o obres importants que ja havien dit quelcom sobre el tema. D'aquesta manera, s'estaven incorporant les primeres tècniques de citació, les quals contribuïen a la creació d'un sistema d'argumentació més rigorós.
A més a més, durant aquest període va aparèixer un instrument transcendental per a la història de l'escriptura: el còdex, un format de lectura molt semblant al nostre llibre actual. A diferència del rotulus, el qual consistia en un rotlle de pergamí, el còdex estava format per una sèrie de pergamins cosits entre ells, per la qual cosa era molt més fàcil de transportar. Dels còdex que ens han arribat, s'ha de dir que no sempre en podem distingir les paraules. A més a més, l'absència de puntuació en la majoria dels textos dificulta molt la lectura per a qualsevol persona que no conegui les intencions de l'autor. D'aquesta manera, la força, la intensitat i el to de cada lector era el que donava forma i sentit al seu contingut.

## Obres destacades del període
- Alexíada, d'Anna Comnena
- Beowulf, autor anònim anglosaxó
- Cantar de Mio Cid, anònim castellà
- Cantigas de Santa Maria, autors anònims gallecs
- Cançó de Rotllan, anònim francès
- Consolació de la filosofia, Boeci
- Curial e Güelfa, anònim català
- Els contes de Canterbury, Geoffrey Chaucer
- Das fließende Licht der Gottheit, Mechthild de Magdeburg
- Decameró, Giovanni Boccaccio
- La Divina Comèdia, Dante Alighieri
- Digenis Acritas, autor anònim grec
- Dístics de Cató, Dionysius Cato
- Elder Edda, diversos autors islandesos
- Floire et Blancheflor, anònim francès
- Heimskringla, Snorri Sturluson
- Il milione (Viatges de Marco Polo), Marco Polo
- Lais de Maria de França, Maria de França
- Les cartes d'Abelardo i Eloisa
- Libro de buen amor, Arxipreste d'Hita
- Les quatre grans Cròniques, autors catalans
- Ludus de Antichristo, autor alemany anònim
- Mabinogion, autors gal·lesos anònims
- Le Morte d'Arthur, Sir Thomas Malory
- Cant dels Nibelungs, autor alemany anònim
- Njál's saga, autor islandès anònim
- Parzival, Wolfram von Eschenbach
- Piers Plowman, William Langland
- Proslogion, Anselm de Canterbury
- Roman de la Rose, Guillaume de Lorris i Jean de Meun
- Summa Teològica, Sant Tomàs d'Aquino
- Táin Bó Cúailnge, anònim irlandès
- Tirant lo Blanc, Joanot Martorell
- Tristany, Thomas d'Angleterre
- Tristany, Béroul
- Triomfs, Petrarca
- El Cavaller del Lleó, Chrétien de Troyes

## Les primeres manifestacions literàries en català
La llengua catalana, com la resta de llengües romàniques, procedeix de l'evolució del llatí vulgar o parlat, que, juntament amb restes de les llengües de pobladors anteriors a la romanització i amb aportacions lingüístiques d'altres pobles que van mantenir contacte amb la població catalana per causes molt diverses, la configuren ja durant el segle viii. A causa de les estructures socials de l'època, el poble en general no tenia cap mena de necessitat d'usar la llengua escrita, ja que rebia tota la informació que precisava a través dels joglars, que cantaven i recitaven els esdeveniments més rellevants de l'època, i mitjançant els sermons religiosos de les esglésies. Només tenia accés a la llengua escrita -que encara no havia assolit la categoria de llengua de comunicació- una petita part de la població: els jutges i l'església.
A partir del segle ix l'emperador Carlemany, als concilis de Reims, Tours i Magúncia, va donar l'ordre a tota l'església del seu gran imperi que els clergues prediquessin en la llengua vulgar de cada zona. Aquest fet prova que les diferents llengües ja estaven plenament configurades i que el poble no entenia el llatí.
Al llarg del segle xii es produïren dos fets de cabdal importància per al naixement del català escrit. En primer lloc, i a conseqüència del feudalisme, va sorgir la necessitat de reflectir per escrit els pactes de vassallatge, moltes vegades amb clàusules complicadíssimes, i en segon lloc, el naixement del comerç feu necessària la comunicació escrita per reflectir les transaccions comercials. Atès que la gent immersa en aquestes circumstàncies no coneixia altra llengua que la que parlava, sorgí la necessitat de crear el català escrit. L'església, per a una millor comunicació amb els fidels, va seguir l'exemple i a partir d'aleshores començaren a aparèixer textos escrits totalment en català.
Les primeres manifestacions literàries de la literatura catalana s'han trobat escrites en una llengua no autòctona: el provençal. A partir del segle viii, però, hi ha indicis de l'existència, en l'ús oral, del català. Al segle xi es van començar a introduir en els textos escrits les llengües romàniques diferenciades del llatí, la llengua culta europea i també l'eclesiàstica. Aquest procés va culminar, en la llengua catalana, a mitjan segle xiii, quan va aparèixer per primera vegada literatura escrita. Concretament, entre els segles xi i xiii van aparèixer dues obres escrites ja en llengua vulgar: el Forum iudium, del segle xii, traducció d'un text llatí, i les Homilies d'Organyà, de començament del segle xiii, que són predicacions en romanç.

### Els primers testimonis de català escrit

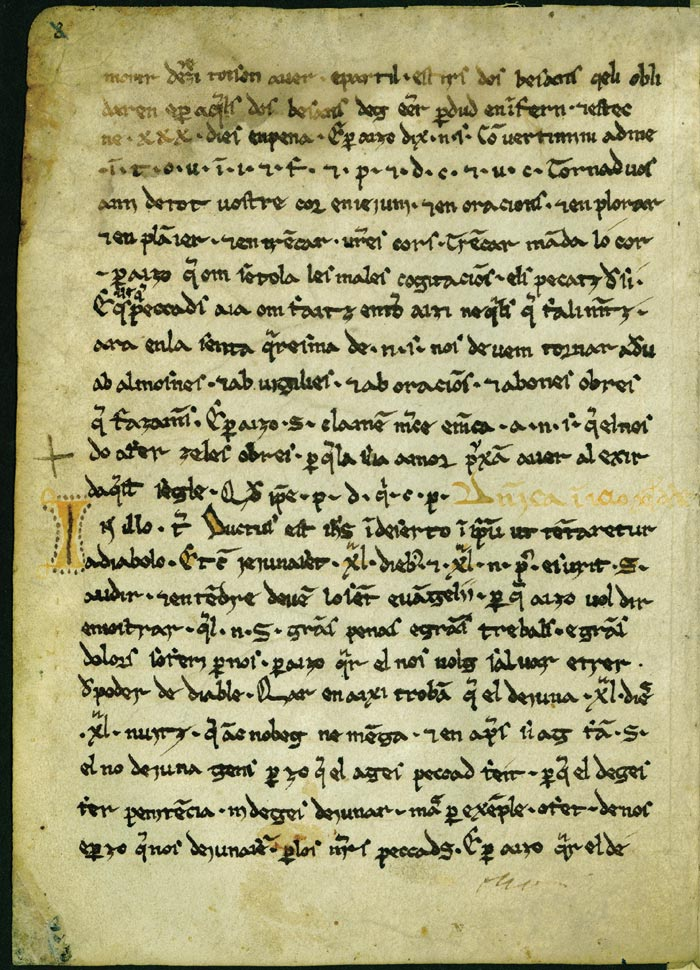
Les Homilies d'Organyà

Les paraules i construccions catalanes en documents quotidians com testaments, actes o vendes s'observen al segle ix. Aquest fet indica que la llengua oral del qui redactava l'escrit era ben diferent d'aquella en què s'escrivia. A finals del segle ix es comencen a trobar algunes mostres de trets típics del català enmig de textos en llatí. Per exemple, a l'acta de consagració de la Catedral d'Urgell redactada al darrer terç del segle ix apareix el nom de Palomera en llatí Palumbaria. En un altre text, aquest ja de principis del segle xi, apareix enmig d'un text llatí, del 1034, el nom de set arbres fruiters en català:
| « | morers III et oliver I et noguer I et pomer I et amendolers IIII et pruners et figuers | » |

Aquest mateix segle es produeix una decisió important per a les llengües romàniques: l'Església decidia en el Concili de Tours que calia traduir les homilies in rusticam Romanam lingua per tal que els feligresos entenguessin alguna cosa de la Paraula. La denominació del català preliterari entra en joc, i s'entén que és el català oral que devia servir de vehicle de comunicació entre els habitants de la part nord-est del Principat, ençà i dellà dels Pirineus, des de mitjan segle vii.
Els primers documents feudals escrits íntegrament en català es troben al segle segle xi. Entre els textos més antics que es conserven totalment en català hi ha el Jurament de Radulf Oriol, escrit entre 1028 i 1047 i els Greuges de Caboet, escrit entre 1080 i 1095. Del 1098 data el Jurament de Pau i Treva del comte Pere Ramon de Pallars Jussà al bisbe d'Urgell.
El segle xii trobem altres document feudals com els Greuges dels homes de Sant Pere de Graudescales i els Greuges dels Homes d'Hostafrancs de Sió, que com els Greuges de Caboet, procedeixen de l'àrea antiga del Bisbat d'Urgell. Al mateix segle sorgeixen les primeres traduccions o adaptacions d'origen jurídic, com el Liber iudiciorum (Llibre dels Judicis o Llibre Jutge) o Forum iudicum data paleogràficament de finals del segle xii conservat a la Biblioteca de l'Abadia de Montserrat i es creu que és una còpia d'una traducció de mitjan segle xii mentre que una altra versió catalana del mateix Liber iudiciorum que es conserva a l'Arxiu Capitular d'Urgell, a la Seu d'Urgell, data de la primera meitat del segle xii, paleogràficament i lingüísticament.
Al segle xiii sorgeixen les Homilies d'Organyà (comentari en català d'uns passatges de l'Evangeli, escrits en llatí), considerat el primer text literari escrit originàriament en català, ja que els anteriors citats no són considerats literaris, i és una col·lecció de sermons conservada en aquesta població. Tant el Forum com les Homilies s'havien considerat tradicionalment els primers textos en català.
Tot i que és anterior, la Cançó de Santa Fe, escrita entre 1054 i 1076, no rep la consideració de ser el primer text literari en català perquè hi ha dubtes sobre si el text és en català o occità. Es tracta d'una hagiografia de Santa Fe d'Agen contada en 593 versos octosil·làbics dividida en un nombre variable de cobles consonants segons les versions (de 41 a 55).

## Principals autors de la literatura catalana medieval
- Anselm Turmeda
- Arnau de Vilanova
- Ausiàs March
- Bernat Desclot
- Bernat Metge
- Francesc Eiximenis
- Joan Roís de Corella
- Joanot Martorell
- Jordi de Sant Jordi
- Isabel de Villena
- Ramon de Perellós
- Ramon Llull
- Ramon Muntaner
- Sant Vicent Ferrer

## Literatura àrab

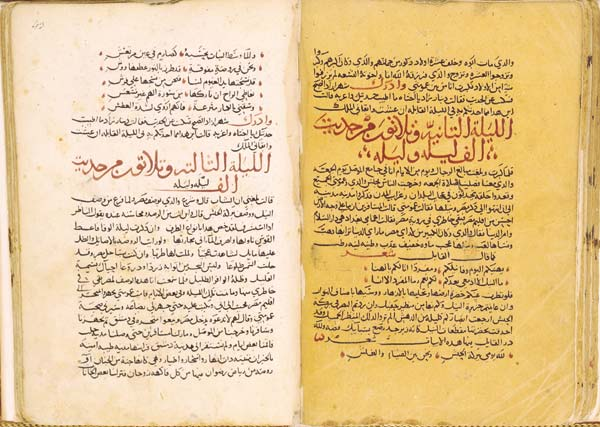
Exemplar d'un dels manuscrits més antics de Les mil i una nits

La literatura àrab (en àrab الأدب العربي, al-adab al-ʿarabī) és el conjunt de textos literaris escrits en llengua àrab; no és habitual, per tant, incloure les obres que estan escrites usant l'alfabet àrab però no l'idioma, com és el cas de la literatura persa i de la literatura en llengua urdú. La paraula àrab usada per a literatura és àdab (أدب), que deriva d'un verb, àduba, que significa "ser ben educat, cortès, civilitzat".
La literatura àrab va emergir al segle vi i de dates anteriors només se'n conserven alguns fragments. L'Alcorà (escrit de manera definitiva entre 644-655) és la principal font literària de la cultura àrab i de la seva literatura. La tradició explica que el califa Alí ibn Abi-Tàlib, després de llegir un Alcorà amb errors, va instar Abu-l-Àswad ad-Dualí a escriure una obra en la qual es codifiqués la gramàtica de l'àrab. Al-Khalil ibn Àhmad, més endavant, escriuria Kitab al-ayn, el primer diccionari d'àrab, juntament amb obres sobre prosòdia i música, i el seu deixeble, Sibawayh, produiria l'obra més respectada de gramàtica àrab, coneguda simplement com Al-kitab, El llibre.
A les darreries del segle vii, el califa Abd-al-Màlik ibn Marwan va fer de l'àrab la llengua oficial de l'administració del nou imperi; arran d'això, la literatura va desenclavar-se de la Península Aràbiga i es va desenvolupar per totes les terres on s'estenia l'islam, on l'àrab va esdevenir llengua de prestigi. Es va obrir així l'ampli camp de la literatura àrab clàssica, que va gaudir d'una gran profusió de gèneres i autors.
La literatura clàssica en àrab va ser essencialment una literatura religiosa i erudita. Encara més que en el cristianisme occidental, el llibre sagrat, l'Alcorà, va emergir com l'epítom de la bellesa de la llengua. Com a tal, és l'obra més notable i més venerada d'aquesta literatura.

### L'Alcorà

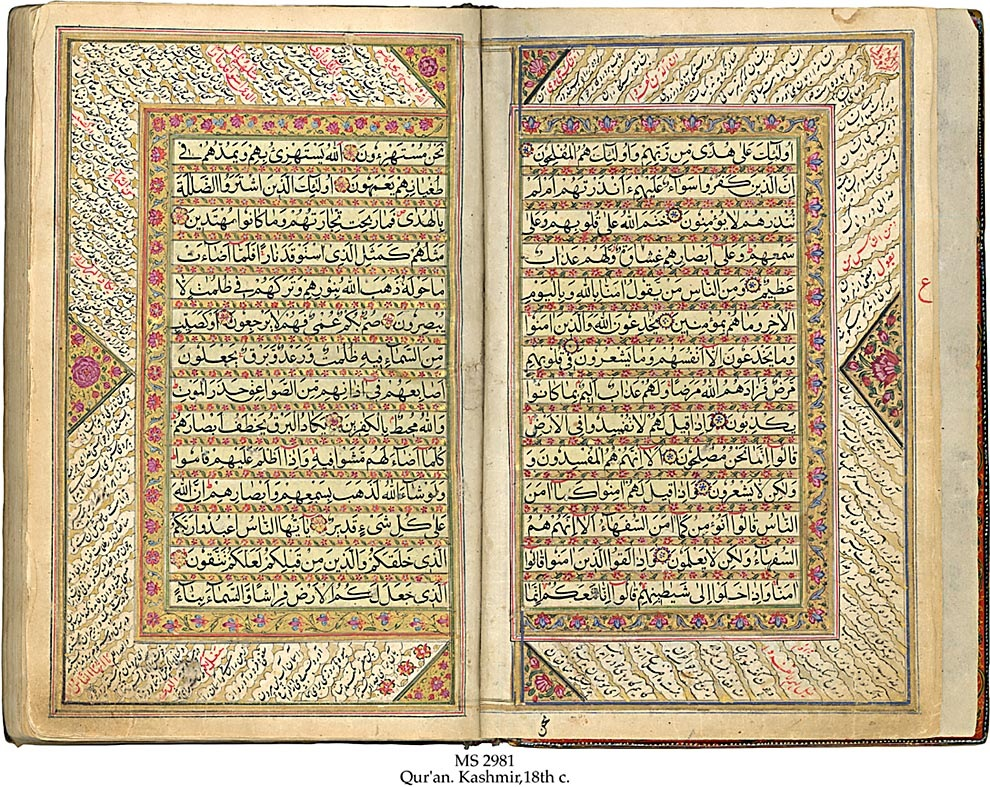
Manuscrit de l'Alcorà del

L'Alcorà va tenir una influència capital pel que fa a la llengua: l'àrab alcorànic és considerat com l'àrab clàssic i, encara que l'àrab modern se n'hagi allunyat lleugerament, segueix sent considerat el model lingüístic per antonomàsia. A més, és la font de moltes idees, al·lusions i cites i el seu missatge moral va conformar moltes obres ulteriors.
El llibre sagrat no solament és la primera obra amb una extensió significativa on s'utilitza l'àrab, sinó que també suposa un enriquiment estructural respecte les primitives mostres de literatura en aquesta llengua. Les seves 114 sures o capítols, compostes de 6236 aleies o versicles, contenen doctrina jurídica, narracions, homilies, paràboles, interpel·lacions directes a Déu, instruccions i fins i tot comentaris sobre com ha de ser interpretat i llegit el mateix text. Aquest, paradoxalment, és admirat tant per les seves metàfores com per la seva claredat, un tret que és esmentat explícitament al passatge 16:103.
Encara que conté parts en prosa i en vers, i fins i tot s'aproxima a vegades a la prosa rimada o saj, l'Alcorà és considerat al marge d'aquestes classificacions, ja que es considera que el seu text és una revelació divina, essent vist per la majoria de musulmans com etern o increat. D'aquesta percepció en deriva la doctrina de l'ijaz o de la inimitabilitat de l'Alcorà, cosa que implica que ningú pot copiar l'estil de l'obra ni tampoc intentar-ho.

### Els estudis religiosos

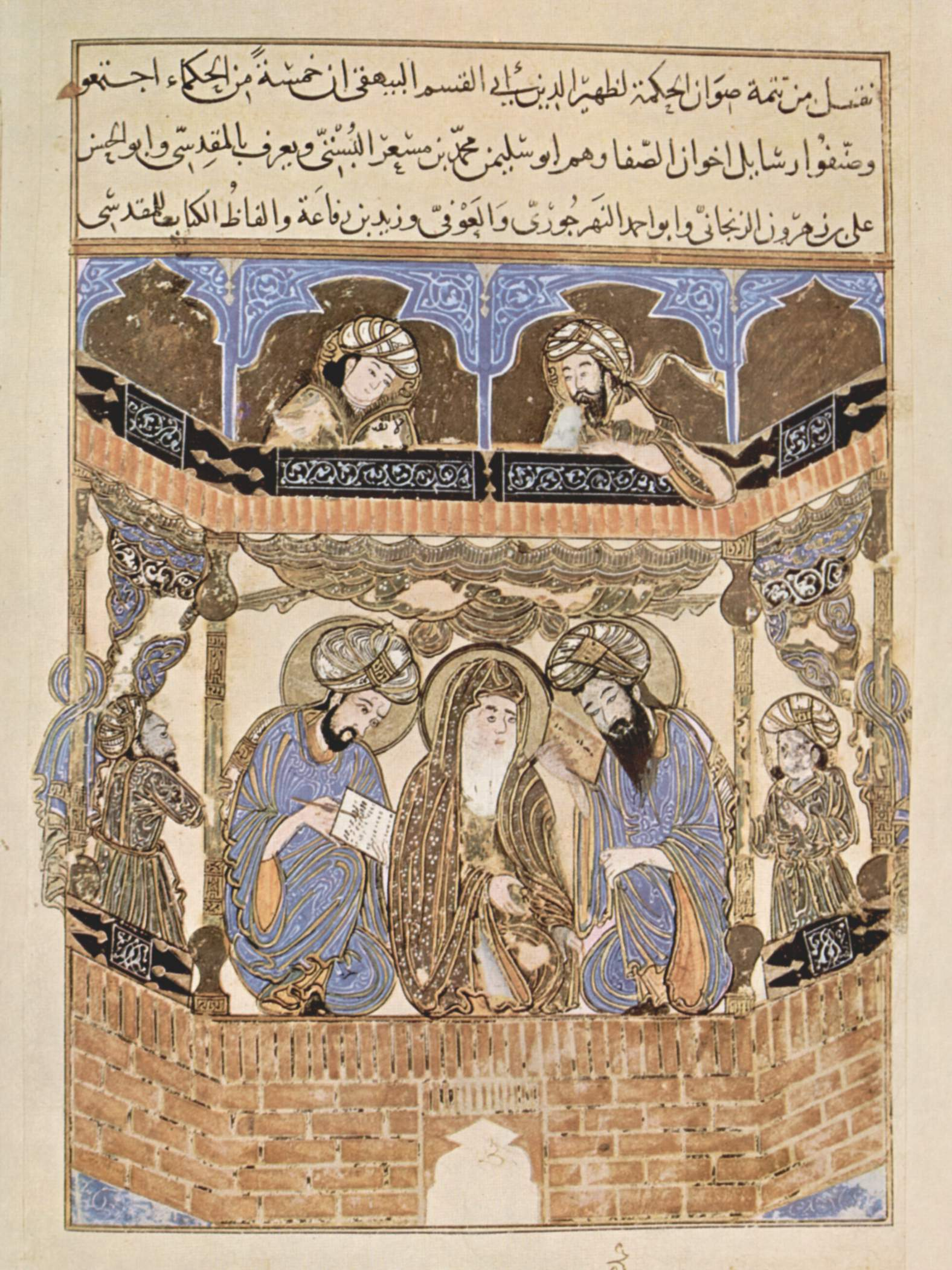
Manuscrit àrab del extret de les Epístoles dels Germans de la Puresa.

Els hadits o relats sobre el que el profeta Muhàmmad va dir o va fer, constitueixen una altra font literària important: la investigació sobre la vida del Profeta per tal de determinar la legitimitat dels diversos escrits va ser una de les primeres motivacions importants per aprofundir la llengua. Els hadits que es van considerar com a genuïns van ser compilats en col·leccions anomenades Sahihs i les més respectades són les de Múslim ibn al-Hajjaj i Muhàmmad ibn Ismaïl al-Bukharí, conegudes com a Sahih Múslim i Sahih Bukharí. Aquestes recerques també va propiciar la compilació de poesia preislàmica, atès que alguns poetes contemporanis del Profeta, com Labid, il·lustren amb els seus escrits l'època en què va tenir lloc la Revelació alcorànica.
La figura de Muhàmmad també va inspirar les primeres biografies àrabs, conegudes com a As-sira an-nabawiyya; la primera va ser la de Wahb ibn al-Munàbbih, però Muhàmmad ibn Ishaq va escriure la més coneguda. Aquestes obres, alhora que cobrien la vida del Profeta, també narraven les batalles i esdeveniments de l'islam primitiu i realitzaven nombroses digressions sobre antigues tradicions bíbliques.
Un altre gènere important sorgit dels estudis alcorànics és el tafsir o exegesi alcorànica, però els escrits relacionats amb la religió també inclouen molts sermons i peces devocionals. Entre les col·leccions cèlebres cal destacar Nahj al-balagha (El camí de l'eloqüència), recull de dissertacions, missives, testimonis i sentències atribuïdes al califa Alí ibn Abi-Tàlib, reunits en una mateixa obra al segle x.
Les institucions creades originàriament per tal d'aprofundir la religió van ser de gran importància també en l'estudi de molts altres temes. El califa Hixam ibn Abd-al-Màlik (691-743) va afavorir la literatura en donar instruccions als estudiosos perquè traduïssin diferents obres a l'àrab. La primera va ser, probablement, la correspondència d'Aristòtil amb Alexandre el Gran, traduïda per Salm Abu-l-Alà. De l'Extrem Orient, i en un gènere literari molt diferent, Abd-Al·lah ibn al-Muqaffa va traduir les rondalles d'animals del Panchatantra. Va ser a partir d'aquestes traduccions a l'àrab que les obres originals, especialment les de la literatura de l'antiga Grècia, van ser redescobertes a Europa durant l'edat mitjana. El califa Al-Mamun (787-833) va fer construir la Bayt al-Hikma o Casa de la Saviesa, a Bagdad, per a la investigació i l'elaboració de traduccions. Bàssora i Kufa també es van convertir en dos altres focus d'intel·lectualitat entre els quals va existir una forta rivalitat.